# 范世矜
范世矜（越南语：／；？—1408年）是安南屬明時期的一位官員。
范世矜是乂安府的芒族人，為當地土官。1407年，黃晦卿被胡季犛派往南方安撫占城之時，曾以范世矜和鄧悉作為心腹。明軍入侵安南，胡軍節節潰敗。范世矜回到新平，向明軍投降。
1408年，簡定帝在乂安起兵反明，建立後陳朝。正月三十，張輔、莫邃率兵前往討伐，攻至布政海口。范世矜迎降，被任命為新平知府。
范世矜仗著明朝的勢力，自稱睿武大王，聚集部眾於安代山。四月，簡定帝收復乂安。六月十六日，簡定帝部將鄧悉大破范世矜於日麗海口，擒范世矜及其侄子范棟高，送往乂安處死。

## 相關人物
- 莫邃
- 阮勛
- 梁汝笏
- 杜維忠
- 陳封
- 潘僚